# La Ràpita
La Ràpita (Sant Carles de la Ràpita jusqu'au 10 février 2022, San Carlos de la Rápita en castillan) est une commune de la comarque du Montsià dans la province de Tarragone en Catalogne (Espagne). Elle est membre de la mancommunauté de la Taula del Sénia.

## Toponymie
Jusqu'au milieu du XVIIIe siècle, la commune est un village de pêcheurs du delta de l'Èbre appelé La Rápita. Le roi Charles III ordonne alors la construction d'un port dans la zone du delta et la construction d'un important centre urbain dans le village. L'endroit reçoit, en son honneur, le nom de San Carlos de la Rápita (en catalan : Sant Carles de la Ràpita).
Le 12 octobre 2021 est organisée par la municipalité une consultation des habitants pour savoir s'ils veulent maintenir le nom de Sant Carles de la Ràpita ou s'ils veulent renommer le nom de la commune en La Ràpita.
Le 10 février 2022, par la résolution PRE/215/202 de la Generalitat de Catalunya, le nom devient officiellement La Ràpita.

## Histoire
Les musulmans bâtirent une Ràbita, une forteresse arabe située près de l’embouchure de l’Èbre, et Charles III, des siècles plus tard, avait projeté d’y construire une ville qui devait convertir ce petit village de pêcheurs en un des plus grands ports de la Méditerranée.
Il y a plus de mille ans, les musulmans se rendirent déjà compte des avantages d’habiter près de l’embouchure de l’Èbre, dans une zone où la mer était tranquille, abritée par le port naturel, formé par les sédiments que charriait le fleuve. Ils construisirent une Ràbita, une petite forteresse médiévale de laquelle ils pouvaient contrôler le commerce et le passage des bateaux en amont du fleuve. Au fil des siècles, toutes sortes de flottes se sont arrêtées dans ce port, des frégates d’Alfons le Magnanime aux vaisseaux des armées napoléoniennes. Ce fut également d’ici qu’embarquèrent, au cours de l’été 1610, les morisques expulsés de la vallée de l’Èbre, et l’endroit où Charles III eut l’idée de fonder une ville qui devait devenir l’un des plus grands ports de la Méditerranée occidentale. Le projet échoua, mais, aujourd’hui encore, on peut parcourir ce projet historique dans le tracé urbain de Sant Carles de la Ràpita : une ville côtière abritant l’un des ports de pêche les plus dynamiques de Catalogne et qui est devenue l’une des stations touristiques les plus en vue des Terres de l’Èbre.

## Politique et administration

### Liste des maires
- 1979-1983 : Victoriano Pomerol Ferre
- 1983-1995 : José Pedro Geira Balagué (CiU)
- 1995-1996 : Blai Antoni i Escrich (PSC)
- 1996-1998 : Josep Lluís Salvadó i Tenesa (ERC)
- 1998-2000 : Miquel Alonso Herrera (PSC)
- 2000-2001 : Manuel Castellà Menero (ERC)
- 2001-2003 : José Pedro Geira Balagué (CiU)
- 2003-2011 : Miquel Alonso Herrera (PSC)
- 2011- : Juan Manuel Martín Masdéu (CiU)[3].

### Jumelage
- Brives-Charensac, Auvergne (France)

## Sites et monuments

### Belvédére La Guardiola
L’ancienne Tour de surveillance sur le point La Torreta, à 116 m de hauteur, qui protège la ville du côté de l’ouest, est le point le plus indiqué pour admirer la vue panoramique du Parc Naturel du Delta de l’Ebre. C’est le point panoramique le plus proche du Delta. Il permet de voir la rivière, les lacunes de l’Encanyissada et la Tancada, la plage du Trabucador, la réserve naturelle de la Punta de la Banya, les marais salants de la Trinitat, la baie naturelle des Alfacs avec les viviers de mollusques, etc. Quand le ciel est très clair, la vue panoramique s’élargit par le littoral jusqu’au château de Peñíscola et jusqu’au cap de Salou.

### Nouvelle Église
L'église ne fut jamais finie et peut s’identifier parfaitement, par l’époque qu’elle fut construite, avec les grands bâtiments destinées à des fonctions officielles.
Le plan et les façades font penser aux églises de la Renaissance italienne.
Elle est orientée de levant à couchant en référence au grand Port des Alfacs. Le mur de couchant est le seul qui n’a pas d’ouvertures.Il y a une entrée secondaire par le sud. La vue sur plan nous montre un carré parfait, la coupole reste sans construire et à double hauteur. Les tribunes sont composés par des balcons qui contrôlent le cercle central et les couloirs périmetrals forment le carré général du plan et communiquent les dépendances situées sur les sommets. Le plan du bâtiment correspond aux principes de l’architecture de l'époque mais conserve le goût pour le baroque de l’époque antérieure. Les colonnes sont ioniques du style de Miquel Angelo.L’architecture est froide, correcte et discrète. Il y pas de références du projet ni de l’architecte mais nous savons que Juan de Villanueva, maître néoclassique par excellence, intervint à la direction des travaux du Canal de Navigation. Le bâtiment, qui était avant isolé et hors du village, est maintenant dans la ville urbaine, près de la route, face à la mer et préside la grande avenue aménagée en espace verts qui va vers la promenade maritime et les plages. À partir du 16 juin 1787, la construction de l’Esglèsia de la Nova Població de "San Carlos" fait penser à un modèle de tombe que l’Armée construisait. Aujourd’hui, l’Esglèsia Nova est un lieu qui permet pour le développement d’une série d’activités culturelles.

## Personnalités liées à la commune
- Emili Rosales (1968-) : auteur et éditeur né à Sant Carles ;
- Albert Montañés (1980-) : joueur de tennis né à Sant Carles.